# Asplenium nidus
Asplenium nidus L., 1753  è una felce epifita della famiglia Aspleniaceae.